# Жан Боє
Жан Боє (фр. Jean Boyer, 13 лютого 1901, Вітрі-сюр-Сен — 24 листопада 1981, Париж) — французький футболіст, що грав на позиції нападника.
Виступав, зокрема, за клуби «КАСЖ», «Марсель», а також національну збірну Франції.
Чотириразовий володар Кубка Франції. Учасник двох Олімпійських ігор.

## Клубна кар'єра

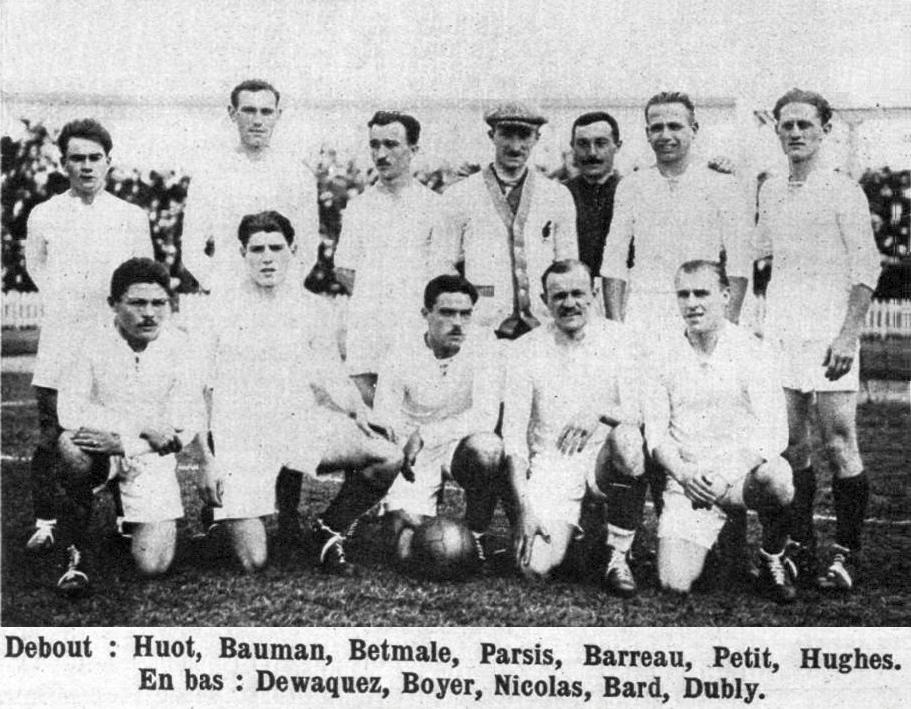
Франція на Олімпійських іграх 1920. Боє другий зліва в нижньому ряду

У дорослому футболі дебютував 1918 року виступами за команду «КАСЖ». В 1919 році виграв титул володаря Кубка Франції. Виступав у команді до 1921 року. Згодом з 1921 по 1923 рік грав у складі команд «Вга Медок», знову «КАСЖ» та «Шуазі-ле-Руа».
1923 року перейшов до клубу «Марсель», за який відіграв 12 сезонів. Ще тричі виграв Кубок Франції, а також став аматорським чемпіоном Франції і багаторазовим чемпіоном регіональної ліги Південний Схід. Завершив професійну кар'єру футболіста виступами за команду «Олімпік» (Марсель) у 1935 році.

## Виступи за збірну
1920 року дебютував в офіційних матчах у складі національної збірної Франції.
У складі збірної був учасником футбольного турніру на Олімпійських іграх 1920 року в Антверпені, футбольного турніру на Олімпійських іграх 1924 року у Парижі.
Загалом протягом кар'єри в національній команді, яка тривала 10 років, провів у її формі 15 матчів, забивши 7 голів.
Помер 24 листопада 1981 року на 81-му році життя у місті Париж.

## Титули і досягнення
- Володар Кубка Франції (4):

«КАСЖ»: 1918—1919
«Марсель»: 1923—1924, 1925–1926, 1926–1927
- Фіналіст Кубка Франції (1):

«Марсель»: 1933–1934
- Чемпіон Франції: (1):

«Марсель»: 1929
- Переможець чемпіонату Південний Схід (4):

«Марсель»: 1927, 1929, 1930, 1931
| Дата       | Місто        | Господарі  | Результат | Гості          | Турнір           | Голи | Примітки |
| ---------- | ------------ | ---------- | --------- | -------------- | ---------------- | ---- | -------- |
| 29/08/1920 | Антверпен    | Франція    | 3 – 1     | Італія         | ОІ 1920 - 1/4    | 1    |          |
| 31/08/1920 | Антверпен    | Франція    | 1 – 4     | Чехословаччина | ОІ 1920 - 1/2    | 1    |          |
| 05/05/1921 | Париж        | Франція    | 2 – 1     | Англія         | товариський матч | 1    |          |
| 30/04/1922 | Бордо        | Франція    | 0 – 4     | Іспанія        | товариський матч | -    |          |
| 25/02/1923 | Брюссель     | Бельгія    | 4 – 1     | Франція        | товариський матч | -    |          |
| 02/04/1923 | Амстердам    | Нідерланди | 8 – 1     | Франція        | товариський матч | -    |          |
| 28/10/1923 | Париж        | Франція    | 0 – 2     | Норвегія       | товариський матч | -    |          |
| 13/01/1924 | Монруж       | Франція    | 2 – 0     | Бельгія        | товариський матч | -    | 30'      |
| 23/03/1924 | Женева       | Швейцарія  | 3 – 0     | Франція        | товариський матч | -    |          |
| 17/05/1924 | Париж        | Франція    | 1 – 3     | Англія         | товариський матч | -    |          |
| 27/05/1924 | Париж        | Франція    | 7 – 0     | Латвія         | ОІ 1924 - 1/8    | 2    |          |
| 01/06/1924 | Коломб       | Франція    | 1 – 5     | Уругвай        | ОІ 1924 - 1/4    | -    |          |
| 04/06/1924 | Коломб       | Франція    | 0 – 1     | Угорщина       | товариський матч | -    |          |
| 21/05/1925 | Париж        | Франція    | 2 – 3     | Англія         | товариський матч | 1    |          |
| 22/05/1927 | Коломб       | Франція    | 1 – 4     | Іспанія        | товариський матч | 1    |          |
| 26/05/1929 | Рокур (Льєж) | Бельгія    | 4 – 1     | Франція        | товариський матч | -    |          |
| Усього     |              | Матчів     | 15        |                | Голів            | 7    |          |